# Игнацијус Готфрид Кајм
Игнацијус Готфрид Кајм (1746—1778) био је аустријски хемичар.
У својој дисертацији De metallis dubiis објављеној 1770, Кајм описује редукцију манган оксида са угљеником и формацију кртог метала. Ово је први опис метала мангана неколико година пре боље познате синтезе Јохана Готлиба Гана (1774).